# Masters de Hamburgo 1980
El Abierto de Hamburgo de 1980 fue un torneo de tenis jugado sobre tierra batida, que fue parte de las Masters Series. Tuvo lugar en Hamburgo, Alemania, desde el 12 de mayo hasta el 18 de mayo de 1980.

## Campeones

### Individuales
Harold Solomon vence a  Guillermo Vilas, 6-7, 6-2, 6-4, 2-6, 6-3

### Dobles
Heinz Gildemeister /  Andrés Gómez vencen a  Reinhart Probst /  Max Wunschig, 6-3, 6-4